# 트래비스 톰코
트래비스 톰코(Travis Tomko, 1976년 3월 23일 ~ )는 링네임은 타이슨 톰코(Tyson Tomko)고 본명은 트래비스 데이비드 톰코(Travis David Tomko)다. 키는 198cm 몸무게는 125kg이다. 미국의 프로레슬링선수다. 피니쉬는 백브레이커 랙 드랍 인투 어 넥브레이커, 닐링 리버스 파일드라이버, 체인쏘 킥(런닝 아치트 빅 붓)으로 사용을 한다.

## 수상
- TNA 월드 태그팀 챔피언 1회
- IWGP 월드 태그팀 챔피언 1회